# Phaeostigma auberti
Phaeostigma auberti är en halssländeart som först beskrevs av H. Aspöck och U. Aspöck 1966.  Phaeostigma auberti ingår i släktet Phaeostigma och familjen ormhalssländor. Inga underarter finns listade i Catalogue of Life.